# Gäddor
Gäddor (Esocidae) är en familj benfiskar som innehåller fem arter, samtliga i släktet Esox. Alla gäddor är utpräglade rovfiskar. De har en avlång, torpedliknande kropp som möjliggör snabba utfall mot bytesdjur, samt en i förhållande till kroppsstorleken ovanligt stor, tandförsedd mun. Hos gäddorna sitter vissa vitala organ, som exempelvis levern, i huvudet snarare än i bukhålan.
Namnet "gäddor" har sitt ursprung i det fornnordiska ordet gaddr, som betyder 'spik', 'spets'.

## Arter och underarter
- Esox americanus - förekommer i Nordamerika.
  - Rödfenad pickerell (Esox americanus americanus)[3]
  - Gräspickerell (Esox americanus vermiculatus)[4]
- Gädda (Esox lucius)[5] – Typart för släktet. Förekommer i Europa, Asien och Nordamerika.
- Maskalung (Esox masquinongy)[6] – förekommer i Nordamerika.
- Kedjepickerell (Esox niger)[7] – förekommer i Nordamerika.
- Amurgädda (Esox reichertii)[8] – förekommer i Asien.
- Esox cisalpinus[9] – förekommer i Italien.[10]

Utöver de taxa som anges ovan finns även sterila hybrider mellan maskalung och gädda som på engelska kallas "tiger muskie".

## Externa länkar

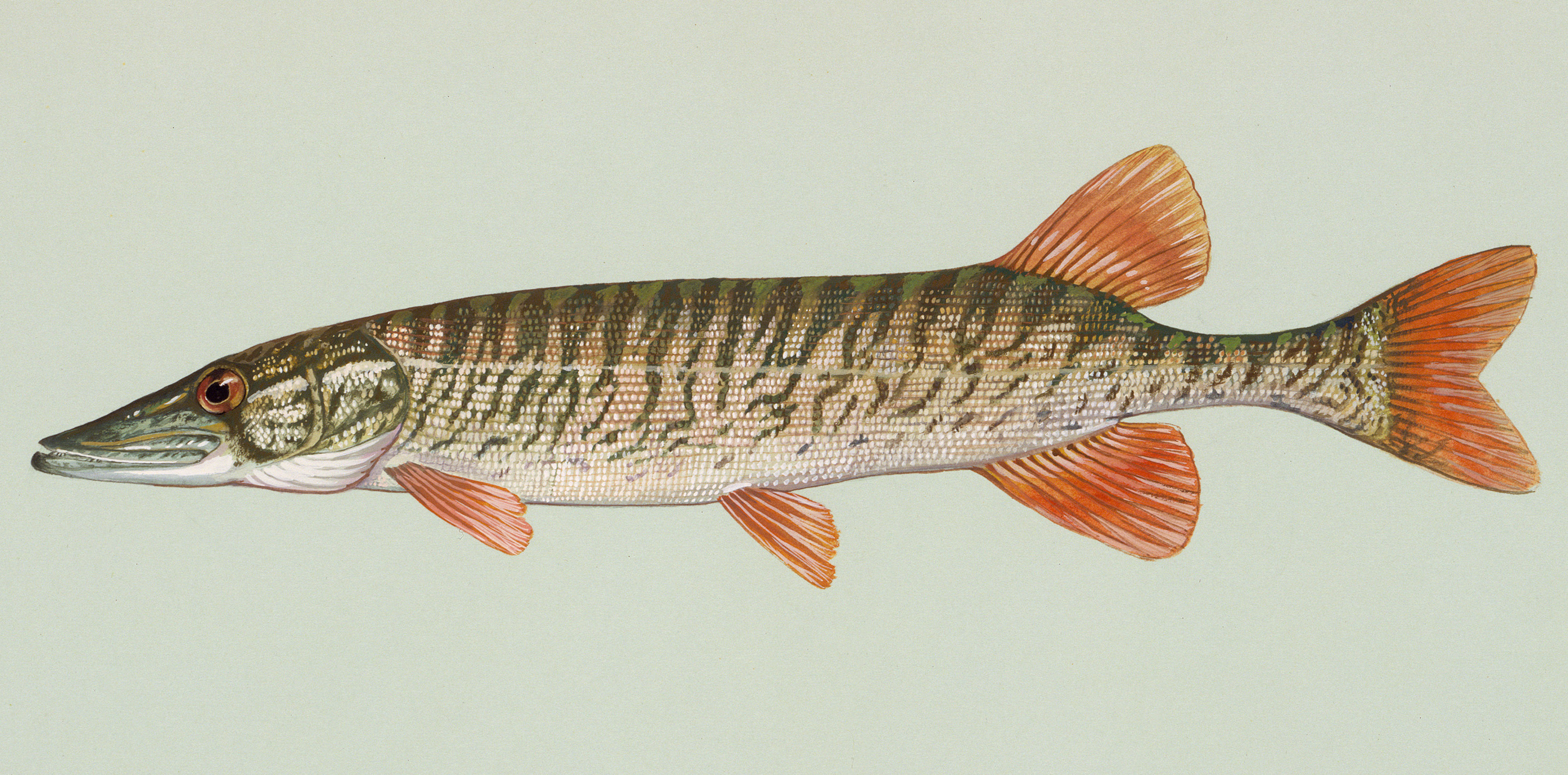
Rödfenad pickerell, Esox americanus americanus.

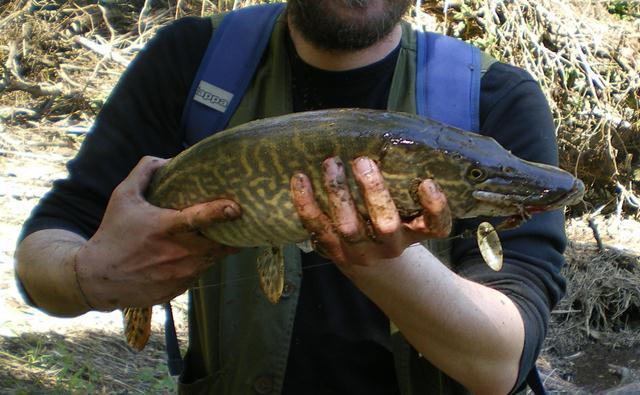
Esox cisalpinus fångad i Toscana i Italien.